# Artald
Artald (ur. ok. 1101, zm. 6 października 1206) – święty Kościoła katolickiego, przeor, biskup.

## Życiorys
Urodzony na zamku w Valromey Artald do 1120 roku przebywał na dworze książąt sabaudzkich. Do zakonu kartuzów wstąpił w Porte. W 1132 r. powierzono mu misję utworzenia kartuzji w Arvières (w Lochieu), której był pierwszym przeorem. Po śmierci biskupa Belley obrany został na stolicę biskupią, ale ze względu na podeszły wiek papież udzielił mu dyspensy (1190 r.) z pełnienia obowiązków i mógł wrócić do Arvières.
Kult świętego zatwierdził 2 czerwca 1834 papież Grzegorz XVI.
Wspomnienie liturgiczne przypada na dzienną rocznicę śmierci to jest 6 października.